# Scharnehuizen
Scharnehuizen (Fries: Skarnehuzen of Skernehuzen) is een buurtschap in de gemeente Noardeast-Fryslân, in de Nederlandse provincie Friesland. Scharnehuizen ligt aan de oude Friesestraatweg ten zuiden van Burum en ten westen van Visvliet.
De bebouwing van de buurtschap bestaat uit enkele verspreid liggende boerderijen. De meest oostelijke boerderij draagt dezelfde naam als de buurtschap, Scharnehuizen. Iets oostelijker van deze boerderij ligt de boerderij Vrouwenklooster, nabij de voormalige plek van het klooster Galilea.
Scharnehuizen ligt dicht tegen de grens van de gemeente Achtkarspelen. Opvallend is een boerderij die een stukje van de weg afligt en daardoor geheel in de gemeente Achtkarspelen ligt, maar die de oprit heeft aan de Friesestraatweg in Scharnehuizen. De oprit naar de boerderij ligt net na het buurtschapsbord, waardoor de boerderij dus wel in de buurtschap lijkt te liggen. De boerderij ligt echter in de polderstreek Uitland. 

## Geschiedenis
Vroeger werd gedacht dat rond 1249 een dijk (waarover overigens geen geschreven bronnen zijn) werd aangelegd tussen Scharnehuizen en Visvliet, maar aan het begin 21ste eeuw wordt gedacht dat dit later moet zijn gebeurd.
De naam Scharnehuizen komt voor het eerst voor in een document uit 1479, toen een zathe aldaar werd overgedragen van het gezamenlijke land van de kloosters Jeruzalem (uit Gerkesklooster) en Galilea naar de laatste. In 1543 werd de plaatsnaam gespeld als Schernhuysen. In 1580 werden de kloostergoederen geconfisqueerd door de Staten van Friesland, die ze in 1644 verkochten.
In 1853 werd de naam geschreven als Schenneburen, in de 20ste eeuw is dit Scharnehuizen geworden. De oudste plaatsnamen wijzen op een persoonsnaam Scher(n) met de grondbetekenis erfgoed. De latere verschuiving zou kunnen duiden op 'scharn' (Fries: skern) mest of skerne, dat mesthoop betekent. De plaatsnaam zou duiden op een nederzetting (huizen) bij de mest(hoop). 
In 2009 kreeg de buurtschap plaatsnaamborden.
Steden, dorpen en gehuchten: Aalsum · Anjum · Augsbuurt · Birdaard · Blija · Bornwird · Brantgum · Burum · Dokkum · Ee · Engwierum · Ferwerd · Foudgum · Genum · Hallum · Hantum · Hantumeruitburen · Hantumhuizen · Hiaure · Hogebeintum · Holwerd · Janum · Jislum · Jouswier · Kollum · Kollumerpomp · Kollumerzwaag · Lichtaard · Lioessens · Marrum · Metslawier · Munnekezijl · Moddergat · Morra · Nes · Niawier · Oosternijkerk · Oostmahorn · Oostrum · Oudwoude · Paesens · Raard · Reitsum · Ternaard · Triemen · Veenklooster · Waaxens · Wanswerd · Warfstermolen · Westergeest · Wetsens · Wierum · Zwagerbosch

Buurtschappen: Abbewier · Bartlehiem (deels) · Beintemahuis · Betterwird · Bollingawier · Bonte Hond · Bornwirdhuizen · Boteburen · Brandeburen · De Dellen · De Keegen · De Kolk · De Leegte · De Rijp · De Wirden · De Schans · Dijkshorne · Dokkumer Nieuwe Zijlen · Drieboerehuizen · Ezumazijl · Groot Medhuizen · Halfweg · Hallumerhoek · Hanenburg · Hantumerhoek · Huis ter Noord · Kettingwier · Klein Medhuizen · Kletterbuurt · Kollumeroudzijl · Krabburen · Laagland · Lutkewier · Molenbuurt · Nieuwland · Oudeterp · Oudwouderzijlen · Reidswal · Scharnehuizen · Stiem · Teerd · Teijeburen · Tergracht (deels) · Ter Lune · Tibma · Tilburen · Tiltjeburen · Vaardeburen · Veldburen · Vijfhuizen (Hallum) · Vijfhuizen (Ternaard) · Visbuurt · Weerdeburen · Westerburen · Westernijkerk · Wie · Wijgeest · Zevenhuizen

Streken: 't Schoor · Galilea · It Paradyske · Lutkelaard · Sibrandahuis · Steenharst · Steenvak · Wildpad (deels) · Zandbulten · Zwagerveen

Friesland: Steden en dorpen      Nederland: Provincies · Gemeenten